# غاريث جورمان
غاريث جورمان (بالإنجليزية: Gareth Gorman)‏ (14 يونيو 1974 في جمهورية أيرلندا - ) هو لاعب كرة قدم أيرلندي في مركز الوسط. لعب مع ديري سيتي ونادي سليغو روفرز ونادي فين هاربز ونادي غالواي ‏ وLetterkenny Rovers F.C. ‏.